# Dalia Rabikovich

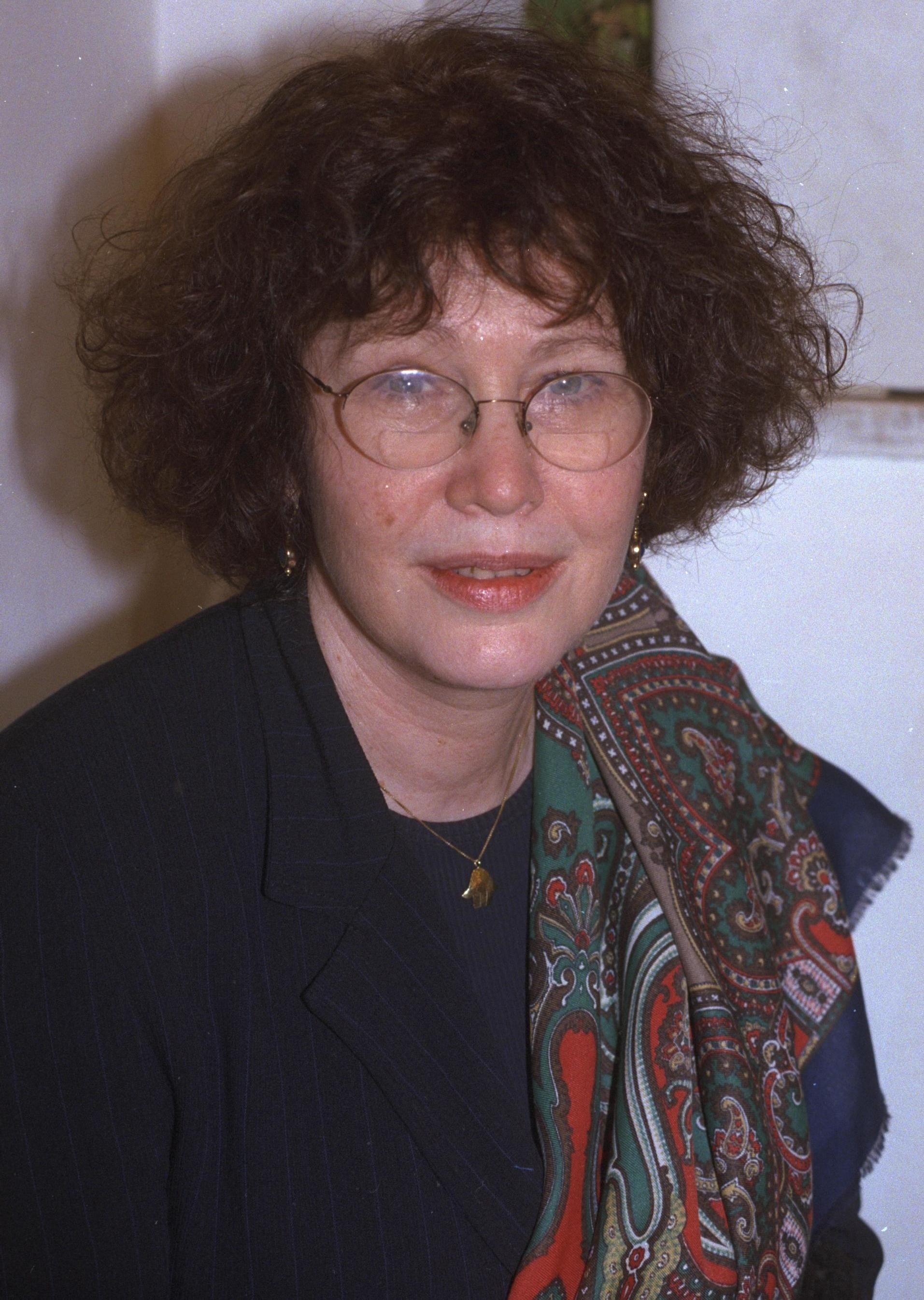
Dahlia Ravikovitch, 1997

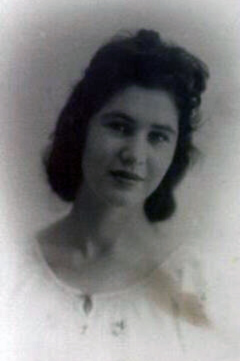
Dalia Ravikovitch um 1956

Dalia Ravikovitch (* 17. November 1936 in Ramat Gan; † 21. August 2005 in Tel Aviv) war eine israelische Dichterin, Übersetzerin und Friedensaktivistin. 

## Leben
Sie studierte im Kibbuz Gewa und an der Hebräischen Universität von Jerusalem und veröffentlichte ihre ersten hebräischen Gedichte im Lyrikmagazin Orlogin (Sanduhr), das von Avraham Shlonsky herausgegeben wurde, der sie auch ermutigte, eine Karriere als Autorin in Angriff zu nehmen. In den 1960er Jahren war sie mit Yitzhak Livni verheiratet.
Abgesehen von Gedichten schrieb sie auch Prosa, Kinderliteratur und übersetzte Gedichte und Romane von Edgar Allan Poe, T. S. Eliot oder William Butler Yeats ins Hebräische. Einige ihrer Gedichte dienten als Basis für Liedtexte. Ab dem Libanonkrieg 1982 beteiligte sie sich an der israelischen Friedensbewegung und engagierte sich für soziale Gerechtigkeit in der israelischen Gesellschaft. 1998 wurde sie mit dem Israel-Preis ausgezeichnet. 
Dalia Ravikovitch verstarb am 21. August 2005 in ihrem Apartment. Aufgrund der Tatsache, dass sie seit langem unter Depressionen gelitten hatte, wurde anfangs ein Suizid angenommen, was sich jedoch nach einer Obduktion nicht bestätigte. Als Todesursache wurde Herzversagen festgestellt.